# حد تام
الحد التام ما يتركب من الجنس والفصل القريبين، كتعريف الإنسان بالحيوان الناطق.